# Люде (озеро)
Люде — озеро на территории Кестеньгского сельского поселения Лоухского района Республики Карелии.

## Общие сведения
Площадь озера — 1,2 км². Располагается на высоте 119,4 метров над уровнем моря.
Форма озера продолговатая: оно вытянуто с запада на восток. Берега каменисто-песчаные, местами заболоченные.
Из восточной оконечности озера вытекает безымянный водоток, впадающий с правого берега в реку Капустную. Капустная впадает в озеро Кереть, из которого берёт начало река Кереть, впадающая в Белое море.
Код объекта в государственном водном реестре — 02020000711102000002224.